# Brandon Dietrich
Brandon Dietrich (* 22. März 1978 in Waterloo, Ontario) ist ein ehemaliger kanadischer Eishockeyspieler, der zuletzt für die Eispiraten Crimmitschau in der 2. Eishockey-Bundesliga als Stürmer spielte.

## Karriere
Dietrich begann seine Karriere an der St. Lawrence University, wo er von 1998 bis 2000 in der NCAA spielte. In den folgenden beiden Spielzeiten ging er jeweils zunächst für Hartford Wolf Pack in der American Hockey League und später für die Charlotte Checkers in der East Coast Hockey League aufs Eis. In der Saison 2002/03 spielte er in der AHL für die Manchester Monarchs und in der ECHL für die Reading Royals. Die Spielzeit 2003/04 verbrachte Dietrich in der ECHL bei den Gwinnett Gladiators, mit denen er in den Playoffs an den Idaho Steelheads scheiterte.
Im Sommer 2004 unterschrieb er einen Vertrag beim ESV Kaufbeuren in der 2. Bundesliga, wo er mit 64 Scorerpunkten maßgeblich am Klassenerhalt seines Teams beteiligt war. Daraufhin wurden die Landshut Cannibals auf ihn aufmerksam und verpflichteten den Stürmer für die Saison 2005/06. Mit 77 Punkten gehörte Dietrich zu den besten Scorern der Liga. Die Spielzeit 2006/07 begann er beim EHC Biel in der schweizerischen National League B, ehe er Mitte der Saison nach Deutschland zurückkehrte und für die Eisbären Regensburg aufs Eis ging. In der darauffolgenden Spielzeit kehrte Dietrich nach Landshut zurück. Mit den Cannibals erreichte er das Playoff-Finale, welches sein Team jedoch im entscheidenden fünften Spiel gegen den späteren DEL-Aufsteiger Kassel Huskies verlor.
In der Saison 2012/13 spielte Dietrich zunächst beim HC Thurgau in der Schweizer National League B. Ab Anfang Januar punktete der erfahrene Stürmer bei den Eispiraten Crimmitschau. Um die Dienste des Stürmers hatten sich ebenso die Hannover Indians sowie der EVR Towerstars bemüht.

## Erfolge und Auszeichnungen
- 2002 ECHL First All-Star Team

## Karrierestatistik
(Legende zur Spielerstatistik: Sp oder GP = absolvierte Spiele; T oder G = erzielte Tore; V oder A = erzielte Assists; Pkt oder Pts = erzielte Scorerpunkte; SM oder PIM = erhaltene Strafminuten; +/− = Plus/Minus-Bilanz; PP = erzielte Überzahltore; SH = erzielte Unterzahltore; GW = erzielte Siegtore; 1 Play-downs/Relegation; Kursiv: Statistik nicht vollständig)